# Elisabeth Jagiellonica

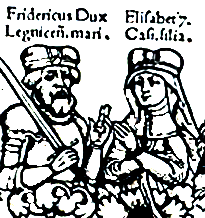

Elisabeth Jagiellonica (* 13. November 1482 in Litauen; † 16. Februar 1517 in Liegnitz, Herzogtum Liegnitz) war eine polnische und litauische Prinzessin aus dem Hause der Jagiellonen und durch Heirat Herzogin von Liegnitz und Brieg.
Elisabeth war die Tochter des polnischen Königs Kasimir IV. Jagiełło und der Elisabeth von Habsburg. Sie heiratete unter Vermittlung des Breslauer Bischofs Johannes V. Thurzo am 26. November 1515 Herzog Friedrich II. von Liegnitz und Brieg. Aus der Ehe ging am 2. Februar 1517 eine Tochter Hedwig hervor, die aber am Tag der Geburt starb. Elisabeth verstarb zwei Wochen später.
| Personendaten    | Personendaten                                         |
| ---------------- | ----------------------------------------------------- |
| NAME             | Jagiellonica, Elisabeth                               |
| KURZBESCHREIBUNG | polnische Prinzessin, Herzogin von Liegnitz und Brieg |
| GEBURTSDATUM     | 13. November 1482                                     |
| GEBURTSORT       | Litauen                                               |
| STERBEDATUM      | 16. Februar 1517                                      |
| STERBEORT        | Liegnitz, Herzogtum Liegnitz                          |